# تي. في. أولسن
تي. في. أولسن (بالإنجليزية: T. V. Olsen)‏ (25 أبريل 1932، رينلاندر في الولايات المتحدة - 13 يوليو 1993، رينلاندر في الولايات المتحدة)؛ كاتب وروائي أمريكي.

## روابط خارجية
- تي. في. أولسن على موقع IMDb (الإنجليزية)
- تي. في. أولسن على موقع ديسكوغز (الإنجليزية)
- تي. في. أولسن على موقع قاعدة بيانات الفيلم (الإنجليزية)